# 광복동
광복동(光復洞)은 부산광역시 중구의 행정동이다. 법정동은 광복동1가·광복동2가·광복동3가·창선동1가·창선동2가·신창동1가·신창동2가·신창동3가·신창동4가이다. 광복로를 따라 상업 지구가 형성되어 있으며 용두산공원, 부산타워가 이 곳에 위치한다.

## 역사
1876년에 부산항이 개항하면서 부산에 거주하던 일본인들에 의해 거리가 형성되었으며 일제강점기에는 일본어로 '긴 길'이라는 뜻을 가진 장수통(長手通, 일본어: 長手通り 나가테도오리[*])이라고 불렀다. 1945년에 8·15 광복을 기념하기 위해 광복동으로 이름을 바꿨다.

## 법정동
- 신창동(新昌洞)1~4가
- 창선동(昌善洞)1~2가
- 광복동(光復洞)1~3가

## 편의 시설
- 용두산공원

## 언론
- 부산원음방송